# Берека (зупинний пункт)
Бере́ка — залізничний пасажирський зупинний пункт Харківської дирекції Південної залізниці.
Розташований біля села Нове, Первомайський район, Харківської області на лінії Мерефа — Лозова між станціями Трійчате (6 км) та Лихачове (8 км).
Станом на травень 2019 року щодоби 12 пар приміських електропоїздів здійснюють перевезення за маршрутом Харків-Пасажирський — Лозова/Гусарівка.